# El Faro (Zeitung)
El Faro (deutsch Der Leuchtturm) ist die größte Internet-Zeitung in El Salvador, sie gilt als die erste Online-Zeitung in ganz Lateinamerika, die ohne eine Printausgabe erscheint. Seit 2023 ist der Redaktionssitz San José, Costa  Rica.

## Geschichte
El Faro wurde am 25. April 1998 von dem Journalisten Carlos Dada, salvadorianischer und griechischer Herkunft und dem Geschäftsmann Jorge Simán als no-budget-Project gegründet. Die erste Veröffentlichung war am 14. Mai 1998. Die Ausgaben erscheinen täglich in spanischer Sprache und sind in folgende Rubriken unterteilt: 
- Nacionales (Nationale Nachrichten)
- Internacionales (Internationale Nachrichten)
- El Ágora (Meinungsartikel)
- Sala Negra (Berichte über Gewalt und Kriminalität)
- El Faro Académico (Wissenschaftliche Analysen)

El Faro betreibt auch einen Radiosender, der auf der UKW-Frequenz 105,3 MHz sendet.
Die Redaktion von El Faro zog 2023 nach Costa  Rica um, da sie mit starken Repressionen durch die Regierung von Nayib Bukele konfrontiert wurde.

## Redaktion
Die Zeitung hat eine unabhängige Redaktion und fördert eine kritische Analyse und Berichterstattung der nationalen und zentralamerikanischen Situation.
Chefredakteur ist Ricardo Vaquerano. Redakteure sind: Carlos Martínez, Sergio Arauz, Óscar Martínez, José Luis Sanz, Elmer Menjívar, Roberto Valencia, Daniel Valencia, Gabriel Labrador, Efren Lemus, Patricia Carías, Óscar Luna und María Luz Nóchez. Die Fotoredaktion wird von Mauro Arias und José Carlos Reyes geleitet. Für die Karikaturen ist Otto Meza verantwortlich.

## Auszeichnungen
- 2011 erhielt Carlos Dada die María Moors-Cabot Auszeichnung (wird seit 1946 verliehen) von der Universidad de Columbia.
- 2012 wurde Carlos Dada mit dem WOLA-Preis ausgezeichnet. Die Verleihung fand am  19. September 2012 in der französischen Botschaft in Washington, D.C. statt.[5]